# Chicago Bears 1942
La stagione 1942 dei Chicago Bears è stata la 22ª della franchigia nella National Football League. La squadra terminò con un record di 11-0 al primo posto della Western Division. In finale di campionato la squadra fu battuta dai Washington Redskins per 14-6, non riuscendo così a concludere una stagione da imbattuti e a vincere il terzo titolo consecutivo.
I Bears del 1942 furono "la singola squadra più dominante della storia della NFL" secondo Cold Hard Football Facts. "I Bears del 1942 ebbero un record di 11–0, segnarono 376 punti e ne concessero solo 84. Quella squadra dominante, come gli imbattuti Patriots del 2007, fu battuta a sorpresa nella finale del campionato NFL."

## Calendario
| Stagione regolare |                   |                      |           |
| Data              | Avversario        | Stadio               | Punteggio |
| 1                 | 27 settembre 1942 | at Green Bay Packers | V 44–28   |
| 2                 | 4 ottobre 1942    | at Cleveland Rams    | V 21–7    |
| 3                 | 11 ottobre 1942   | Chicago Cardinals    | V 41–14   |
| 4                 | 18 ottobre 1942   | New York Giants      | V 26–7    |
| 5                 | 25 ottobre 1942   | Philadelphia Eagles  | V 45–14   |
| 6                 | 1º novembre 1942  | Detroit Lions        | V 16–0    |
| 7                 | 8 novembre 1942   | at Brooklyn Dodgers  | V 35–0    |
| 8                 | 15 novembre 1942  | Green Bay Packers    | V 38–7    |
| 9                 | 22 novembre 1942  | at Detroit Lions     | V 42–0    |
| 10                | 29 novembre 1942  | Cleveland Rams       | V 47–0    |
| 11                | 6 dicembre 1942   | at Chicago Cardinals | V 21–7    |

### Finale
| Finale      |                        |                  |           |           |
| Data        | Avversario             | Stadio           | Risultato | Punteggio |
| 13 dicembre | at Washington Redskins | Griffith Stadium | S         | 6-14      |

## Classifiche
| NFL Western Division |    |    |   |       |     |     |     |     |
|                      | V  | S  | P | %     | DIV | PF  | PS  | STR |
| Chicago Bears        | 11 | 0  | 0 | 1.000 | 8–0 | 376 | 84  | V11 |
| Green Bay Packers    | 8  | 2  | 1 | .800  | 6–2 | 300 | 215 | V2  |
| Cleveland Rams       | 5  | 6  | 0 | .455  | 3–5 | 150 | 207 | S1  |
| Chicago Cardinals    | 3  | 8  | 0 | .273  | 3–5 | 98  | 209 | S6  |
| Detroit Lions        | 0  | 11 | 0 | .000  | 0–8 | 38  | 263 | S11 |

Nota: I pareggi non venivano conteggiati ai fini della classifica fino al 1972.